# Juan Carlos Lescano
Juan Carlos Lescano (n. el 18 de diciembre de 1990, Rosario, Argentina) es un futbolista argentino que se desempeña como delantero. Actualmente se encuentra enClub Atlético Central Córdoba de la Primera C  de Argentina.

## Trayectoria
Hizo todas las inferiores en Rosario Central, en las que jugó 44 partidos y anotó un total de 12 goles. 
En 2010 ficha por Central Córdoba, club en el que debuta como jugador profesional. Lescano se ganó los elogios de toda la parcialidad charrúa desde febrero del 2011. En la temporada 2012 se afirmó, ganó en experiencia y en el último partido fue el autor del segundo gol ante Sportivo Italiano que determinó el ansiado ascenso a la Primera B Metropolitana.
En 2012 es traspasado a River Plate, club que le compra el 50% de su pase para que forme parte de su plantel superior. "Yo sé que llegué por mis condiciones. River tiene ojeadores en todo el país y ya me venían siguiendo. Se ve que gustaron mis virtudes, porque al principio me fueron hablando por teléfono y después tuve diferentes reuniones hasta hoy, que firmé un contrato profesional con el club", explicó el flamante e inesperado refuerzo millonario.
En 2013 tras no disputar ningún encuentro en el primer de equipo de River, es cedido a Central Córdoba.
Posteriormente, a mediados de 2013, da un gigante salto y recala cedido al fútbol chileno a Everton de Chile. A final de año, su contrato con la institución termina y se ve obligado a emigrar.
A principios de 2014, firma contrato con el Club Social y Deportivo Merlo de la Primera B, tercera categoría de Argentina.
En 2015 el jugador argentino, jugo la Copa Movistar y tuvo una destacada campaña con su equipo, Leon de Huanuco. Lamentablemente el equipo descendió.
En 2016 Lescano fichó por Deportivo Municipal pero resolvió contrato con el club en el mes de agosto quedando libre.

## Características
Delantero extremo que puede desenvolverse por ambas bandas del ataque. Su fuerte es la velocidad y el dribbling con la pelota en pie. Tiene llegada al gol y es muy buen asistidor. Puede desempeñarse como mediocampista por derecha. “Soy un delantero con mucha velocidad, juego pegado a la raya. Se puede decir que tengo las características del “Burrito” Martínez o Mauro Zárate. No es que juego como ellos, sino que tengo esa característica”,dijo Lescano en declaraciones para Radio La Red.

## Clubes
| Club                          | País      | Temporadas  |
| ----------------------------- | --------- | ----------- |
| Central Córdoba               | Argentina | 2010 - 2012 |
| River Plate                   | Argentina | 2012        |
| Central Córdoba (cedido)      | Argentina | 2013        |
| Everton (cedido)              | Chile     | 2013        |
| Deportivo Merlo               | Argentina | 2014        |
| Sportivo Belgrano             | Argentina | 2015        |
| Deportivo Macará              | Ecuador   | 2015        |
| León de Huanuco               | Perú      | 2015        |
| Deportivo Municipal           | Perú      | 2016        |
| Arsenal de Sarandi            | Argentina | 2018        |
| Midland                       | Argentina | 2019        |
| Club Atlético Central Córdoba | Argentina | 2019- 2021  |
| Independiente Rivadavia       | Argentina | 2021        |
| Club Atlético Central Córdoba | Argentina | 2021 -      |

## Estadísticas
| Club                        | Temporada           | Liga  | Liga  | Copa nacional | Copa nacional | Copa internacional | Copa internacional | Total | Total |
| Club                        | Temporada           | Part. | Goles | Part.         | Goles         | Part.              | Goles              | Part. | Goles |
| --------------------------- | ------------------- | ----- | ----- | ------------- | ------------- | ------------------ | ------------------ | ----- | ----- |
| Central Córdoba Argentina   | 2010/11             | 14    | 2     | -             | -             | -                  | -                  | 14    | 2     |
| Central Córdoba Argentina   | 2011/12             | 44    | 10    | 4             | 1             | -                  | -                  | 48    | 11    |
| Central Córdoba Argentina   | Total               | 58    | 12    | 4             | 1             | 0                  | 0                  | 62    | 13    |
| River Plate Argentina       | 2012/13             | -     | -     | -             | -             | -                  | -                  | -     | -     |
| River Plate Argentina       | Total               | 0     | 0     | 0             | 0             | 0                  | 0                  | 0     | 0     |
| Central Córdoba Argentina   | 2012/13             | 18    | 1     | -             | -             | -                  | -                  | 18    | 1     |
| Central Córdoba Argentina   | Total               | 18    | 1     | 0             | 0             | 0                  | 0                  | 18    | 1     |
| Everton · Chile             | 2013                | 8     | 1     | 5             | 1             | -                  | -                  | 13    | 2     |
| Everton · Chile             | Total               | 8     | 1     | 5             | 1             | 0                  | 0                  | 13    | 2     |
| Deportivo Merlo Argentina   | 2013/14             | 18    | 1     | -             | -             | -                  | -                  | 18    | 1     |
| Deportivo Merlo Argentina   | Total               | 18    | 1     | 0             | 0             | 0                  | 0                  | 18    | 1     |
| Sportivo Belgrano Argentina | 2015                | 5     | 0     | 1             | 0             | -                  | -                  | 6     | 0     |
| Sportivo Belgrano Argentina | Total               | 5     | 0     | 1             | 0             | 0                  | 0                  | 6     | 0     |
| Deportivo Macará · Ecuador  | 2015                | 0     | 0     | -             | -             | -                  | -                  | 0     | 0     |
| Deportivo Macará · Ecuador  | Total               | 0     | 0     | 0             | 0             | 0                  | 0                  | 0     | 0     |
| León de Huánuco · Perú      | 2015                | 15    | 1     | -             | -             | -                  | -                  | 15    | 1     |
| León de Huánuco · Perú      | Total               | 15    | 1     | 0             | 0             | 0                  | 0                  | 15    | 1     |
| Deportivo Municipal · Perú  | 2016                | 21    | 1     | -             | -             | -                  | -                  | 21    | 1     |
| Deportivo Municipal · Perú  | Total               | 21    | 1     | 0             | 0             | 0                  | 0                  | 21    | 1     |
| Total en su carrera         | Total en su carrera | 125   | 17    | 10            | 2             | 0                  | 0                  | 135   | 19    |